# Nicolaus Taurellus
Nicolaus Taurellus, född den 26 november 1547 i Mömpelgard, död den 28 september 1606 i Altdorf, var en tysk filosof.
Taurellus, som var professor i medicin i Altorf, intog en oppositionell ställning till den i konkordieformeln fastställda ortodoxin och till den av Aristoteles påverkade skolastiken, som han ansåg vara mer hednisk än kristen. Taurellus arbetade på att skapa en filosofi, som skulle stå i samklang med hans av stark mystik färgade kristendomsuppfattning. Hans viktigaste arbete är Philosophiæ triumphus (1573). Hans biografi skrevs av Franz Xaver Schmid, Nicolaus Taurellus (2:a upplagan 1864).